# Łosośna (przystanek kolejowy)
Łosośna – nieczynny przystanek kolejowy w Łosośnej Wielkiej, w województwie podlaskim, w Polsce.